# Trinotoperla sinuosa
Trinotoperla sinuosa är en bäcksländeart som beskrevs av Günther Theischinger 1982. Trinotoperla sinuosa ingår i släktet Trinotoperla och familjen Gripopterygidae. Inga underarter finns listade i Catalogue of Life.